# 進藤俊式
進藤 俊式 （しんどう としもと、正保4年（1647年）- 享保15年（1730年））は、江戸時代前期の武士。赤穂藩浅野氏の家臣。足軽頭400石。通称は源四郎（げんしろう）。
進藤家は、公家近衛家の家臣の家柄で分家が浅野家に仕えていた。父は赤穂藩士の進藤与四郎俊順。母は大石良勝（良雄の曽祖父）の娘ヨウであり、俊式は大石良雄の母方の従叔父にあたる。また俊式も大石良欽（良雄の祖父）の娘お通を妻とし、お通の死後は、良雄の推挙で石束毎公（りくの父）の甥・田村瀬兵衛の娘を後妻とした。のちに良雄の次女るりを養女にしており、大石家とは大変な重縁をもっていた。
元禄14年（1701年）の赤穂藩改易時には、足軽頭の地位にあった。赤穂城での論争では一貫して大石良雄派として行動し、大野知房らと対立。その後、神文血判書も提出して大石良雄の盟約に加わった。赤穂城開城後、山科へ移ったが、これは山科が関白近衛基熙領であって、親戚の進藤長之（近衛家家司）が管理していた土地だったからと思われる。藩政残務処理を終えたあとの大石良雄も山科へ入っている。
大石とともに浅野家お家再興を目指したが、元禄15年（1702年）7月18日、浅野長広の広島藩お預けが決まり、お家再興が絶望的になる。俊式はこの頃からやる気を失ったとみえ、7月28日の円山会議にも出席していない。また大石は仇討ち一本の方針に切り替えたが、この際、命を惜しむ者に脱盟の機会を与えるため「神文返し」を行うと、俊式は閏8月8日に脱盟の書状を提出した。また大石の叔父にあたる小山良師もこの時に脱盟しており、大石は2人に再考するよう浅野家侍医の寺井玄渓を通じて一度慰留を行なっているが、これに対しても俊式は閏8月22日付けの断りの書状を送って再度脱盟の意思を伝えている。この脱盟の背景には、浅野本家に仕えた叔父の進藤俊重が仇討ち参加を自重するように説得していたためとされる。
俊式は、その後も山科で暮らし、赤穂事件ののち、討ち入り阻止に動いた広島藩や兄・進藤俊重を憚り半髪にして可言と号した。享保15年（1730年）に死去。享年84。泉涌寺来迎院に葬られた。法名は爰疑院帰山宗休居士という。